# Esteban Rodríguez
Esteban Eduardo Rodríguez Ballestero (Grecia, Alajuela, Costa Rica, 25 de enero de 1988) es un futbolista costarricense que juega como centrocampista en el Fútbol Consultants Desamparados de la Segunda División de Costa Rica.

## Trayectoria

### L. D. Alajuelense
Esteban Rodríguez hizo su debut profesional con Alajuelense el 21 de enero de 2007, en un partido que enfrentó a San Carlos en el Estadio Carlos Ugalde. El centrocampista entró de cambio por Rolando Fonseca al minuto 85' y el marcador culminó empatado a un gol.
En certamen internacional, Rodríguez tuvo su inicio el 1 de noviembre de 2007, por la vuelta de las semifinales de la Copa Interclubes de la UNCAF contra el Deportivo Saprissa. En esa ocasión ingresó de cambio por Kenny Cunningham al minuto 88'.
El 8 de mayo de 2010, se confirmó su salida del conjunto liguista tras la no renovación de su contrato.

### Municipal Grecia
Convirtió el primer gol de su carrera el 5 de septiembre de 2010, por la jornada cinco del Torneo de Apertura de la Segunda División. Rodríguez vistió la camiseta del Municipal Grecia y le marcó a Zona Norte al minuto 54', para la victoria por 3-1.

### C. S. Uruguay de Coronado
Para el Torneo de Clausura 2011, Esteban cambió de equipo para incorporarse al Uruguay de Coronado. En este equipo logró llegar a la final, pero la perdió contra Belén.

### Jacó Rays F. C.
En el siguiente semestre pasó el Apertura 2011 con Jacó Rays. El 1 de octubre marcó un gol sobre Turrialba en el Estadio Garabito, para el triunfo cómodo de 4-1.

### A. D. Juventud Escazuceña
Luego participó el Torneo de Clausura 2012 como jugador de Juventud Escazuceña, donde se fue sin conseguir goles y su equipo no logró acceder a la siguiente ronda.

### A. D. Ramonense
Rodríguez se sumó a Ramonense para afrontar el Torneo de Apertura 2012. En este club solamente anotó en una oportunidad, precisamente el 4 de noviembre en la derrota 4-3 frente a Grecia.

### Aserrí F. C.
A partir del año 2013, el mediocentro jugaría para Aserrí, club que no tendría protagonismo en los certámenes del Clausura y Apertura —finalizando último de la clasificación—.

### A. D. San Carlos
Desde el 29 de enero de 2014, el volante se encontró en una prueba con el equipo de San Carlos. Después de un juego amistoso en el que tuvo una destacada participación, el 3 de febrero se confirmó oficialmente su contratación solo para el Torneo de Clausura. Tuvo su debut el 9 de febrero, en el compromiso contra Liberia (0-0) en el Estadio de Bagaces. Rodríguez apareció en el once inicial del técnico Leonardo Moreira y fue reemplazado por Andy Furtado. Marcó su primer gol el 19 de febrero, el cual significó el empate 1-1 ante Guanacasteca en el Estadio Chorotega. El 1 de marzo salió expulsado, por doble acumulación de tarjetas amarillas, en el duelo frente a Juventud Escazuceña. El 1 de abril abrió la cuenta anotaciones al minuto 5' sobre Aserrí, donde definió por encima del portero rival luego un saque largo del guardameta Bryan Zamora. El resultado fue de goleada por 1-5. El 19 de abril se destapó con un triplete en el Estadio "Coyella" Fonseca contra Barrio México, esto por el encuentro de vuelta de los cuartos de final. Su club cayó en semifinales ante Escazuceña. El 23 de mayo renovó su contrato por dos torneos más.
Disputó su primer juego del Torneo de Apertura 2014 el 16 de agosto en el Estadio Nicolás Masís, donde enfrentó a Escazuceña. Esteban ingresó de relevo al minuto 77' por Pablo Solano y el marcador quedó empatado a un tanto. El 30 de agosto hizo su primera anotación de la campaña de local sobre el Puntarenas (2-0). Al minuto 23', Rodríguez desde fuera del área y sin dejar picar la pelota remató al portero porteño para darle cifras definitivas al partido tempranamente. En la undécima fecha contra Grecia, el mediocentro recibió la expulsión por doble tarjeta amarilla. Regresó en el triunfo 1-0 ante Liberia, partido en el que fue titular y salió de cambio por Yilmar Zea. El 16 de noviembre materializó un tanto en la ida de cuartos de final frente a Coto Brus, donde su club perdió con marcador de 2-1. En la vuelta los sancarleños pudieron revertir la serie y ganar en penales. El 21 de diciembre queda subcampeón tras perder la final contra Barrio México. Esteban contabilizó diecinueve apariciones, hizo dos tantos y aportó la misma cantidad en asistencias.
En el inicio del Torneo de Clausura 2015 el 18 de enero, su equipo enfrentó a Grecia en el Estadio Allen Riggioni. Esteban completó la totalidad de los minutos y puso una asistencia a Erick Zúñiga en uno de los goles del empate 3-3. El 15 de febrero hizo un tanto sobre Alajuela Junior al minuto 11', ventaja que luego se ampliaría para el triunfo 2-1. El 1 de marzo convirtió una de las anotaciones de la victoria 4-2 contra Grecia. Al finalizar la etapa de clasificación, el conjunto norteño acabó en el último lugar del grupo A con diecisiete puntos.

### Municipal Grecia
A partir del año 2016 empezó su segunda etapa en el Municipal Grecia. Vivió uno de sus mejores rendimientos en la temporada 2016-17 de la segunda categoría, al contabilizar un total de trece anotaciones. Esteban aportó uno de esos goles en la final de vuelta del Torneo de Clausura 2017, para lograr el título sobre Jicaral. El 28 de mayo, en el juego de vuelta por la serie de promoción, nuevamente contra Jicaral, Rodríguez hizo una anotación de larga distancia al minuto 59' que sentenció el resultado de 3-0 y el ascenso de los griegos.
Hizo su regreso a la Primera División —tras siete años de su último juego— el 30 de julio de 2017, por la primera fecha del Torneo de Apertura contra Alajuelense —club con el que debutó profesionalmente—, completando la totalidad de los minutos en la derrota 0-3 de local en el Estadio Nacional. El 5 de noviembre convirtió su primer gol en la máxima categoría ante Limón. Cuando transcurrían 53 minutos, apareció Rodríguez con un espectacular remate de larga distancia para poner la igualdad transitoria de 1-1. Su equipo ganó con cifras de 1-2 en esa oportunidad.
Disputó un total de cuatro torneos cortos con los griegos, en los que contabilizó 77 y registró ocho goles marcados.

### Deportivo Saprissa
El 22 de mayo de 2019, el Deportivo Saprissa formaliza la contratación del jugador por un año, equivalente a dos torneos cortos.
Jugó su primer compromiso como morado el 20 de julio, en la derrota de visita por 1-0 contra San Carlos. El 26 de noviembre se proclama campeón de Liga Concacaf, tras vencer en la final al Motagua de Honduras.
Debutó en el Torneo de Clausura 2020 el 29 de enero, como titular frente al Santos de Guápiles y salió de cambio al minuto 66' por Jonathan Martínez. El 24 de junio convirtió su primer gol como saprissista en la final de ida sobre Alajuelense, tras ejecutar un remate desde fuera del área y cuya anotación sentenció el triunfo 0-2 de visita. El 29 de junio alcanzó el título nacional con los morados, luego de ganar también el duelo de vuelta. El 11 de julio se anunció la renovación de su contrato hasta mayo de 2021.
Comenzó la nueva temporada el 15 de agosto de 2020, por la primera fecha del Torneo de Apertura con la victoria 4-0 de local sobre Limón. Rodríguez alcanzó un total de quince apariciones.
Debuta en la primera jornada del Torneo de Clausura 2021 el 13 de enero, jugando los últimos dieciséis minutos del empate sin goles frente a Grecia. El 26 de mayo se consagra campeón del torneo mediante el triunfo global de 2-4 sobre el Herediano. El 28 de mayo se comunicó su salida del club tras finalizar su contrato.

### Asociación Deportiva San Carlos
Esteban Rodríguez hace oficial su fichaje con el Asociación Deportiva San Carlos el 1 de julio de 2021, finalizó su primera temporada con los Toros del Norte con 25 partidos, 1 gol y acumulando 872 minutos llegando a estar en la posición 5 con 34 puntos en la Primera División de Costa Rica casi logrando clasificar a semifinales faltando a tan solo un punto.

### Municipal Grecia
Se hace de manera oficial el fichaje al Municipal Grecia el 15 de junio de 2022.

## Selección nacional

### Categorías inferiores
El 5 de abril de 2005, Esteban Rodríguez fue convocado a la Selección Sub-17 de Costa Rica dirigida por Geovanny Alfaro, para enfrentar el Torneo de la Concacaf de la categoría. El 12 de abril fue la primera fecha de la competición en el Estadio Rosabal Cordero, ante el combinado de Cuba. Rodríguez entró de cambio por Roberto Carrillo al minuto 74' y el marcador terminó en victoria 3-0. Dos días después, reemplazó a Luis Diego Cordero al minuto 87' en el triunfo 2-1 sobre El Salvador. El 16 de abril no vio acción en la derrota por 2-1 contra Estados Unidos, resultado que dejó a su conjunto de segundo lugar en la tabla. El 3 de julio consiguió la clasificación a la Copa Mundial, luego de vencer en tiempos extras la serie de repesca a Honduras.
El 5 de septiembre de 2005, el entrenador Geovanny Alfaro entregó la lista definitiva de veinte jugadores que disputarían el Mundial Sub-17 en Perú, en la que apareció Rodríguez. El 16 de septiembre enfrentó el primer compromiso ante China en el Estadio Mansiche, siendo titular los 90 minutos en el empate 1-1. Tres días después, en el mismo escenario deportivo, completó la totalidad de los minutos y nuevamente se presentó la igualdad, esta vez contra Ghana. El 22 de septiembre participó en la victoria 2-0 sobre el anfitrión Perú y de esta manera su equipo se clasificó líder del grupo A con cinco puntos. El 25 de septiembre se dio la eliminación de su conjunto en cuartos de final tras la pérdida 1-3, en tiempos suplementarios, ante México. El jugador vio acción en los cuatro partidos para un total de 360 minutos disputados.
El 6 de agosto de 2006, Rodríguez fue incluido en la lista de la Selección Sub-20 de Costa Rica de Geovanny Alfaro para desarrollar la etapa eliminatoria al Torneo de la Concacaf. Su debut se produjo el 11 de agosto en el Estadio Carlos Miranda contra el combinado de Nicaragua. Esteban fue titular en todo el partido y colaboró con un gol al minuto 32' para la victoria abultada de 1-7. Dos días después, completó la totalidad de los minutos frente a Honduras mientras que el resultado acabó empatado a dos tantos. Su país se clasificó al certamen de la confederación como líder de su grupo.
El 21 de febrero de 2007 debuta como titular en la primera fecha del Torneo Sub-20 de la Concacaf, en la victoria por 0-2 sobre Jamaica en el Estadio Banorte. Dos días después, entró de cambio por José Luis Cordero en el triunfo 3-2 contra San Cristóbal y Nieves, y el 25 de febrero quedó en el banco de suplentes para el empate 1-1 ante México. La escuadra costarricense consiguió el boleto a la Copa Mundial de la categoría.
Esteban Rodríguez entró en la convocatoria de Alfaro para efectuar la Copa Mundial Sub-20 de 2007 en Canadá. El 1 de julio fue suplente en la derrota 1-0 contra Nigeria. El 4 de julio debutó en la competencia como titular, pero su escuadra nuevamente perdió 1-0, esta vez frente a Japón. La última fecha se dio el 7 de julio, la cual culminó en victoria 1-2 sobre Escocia. Rodríguez participó en esta ocasión por 74 minutos. Su país quedó en el tercer lugar del grupo F, pero no le alcanzó para clasificar a la siguiente ronda.

#### Participaciones en juveniles
| Competición                       | Sede       | Resultado        |
| --------------------------------- | ---------- | ---------------- |
| Torneo Sub-17 de la Concacaf 2005 | Costa Rica | Clasificado      |
| Copa Mundial Sub-17 de 2005       | Perú       | Cuartos de final |
| Torneo Sub-20 de la Concacaf 2007 | México     | Clasificado      |
| Copa Mundial Sub-20 de 2007       | Canadá     | Fase de grupos   |

## Estadísticas

### Clubes
Actualizado al último partido jugado el 23 de mayo de 2021.
| L. D. Alajuelense |               |               |     |    |   |   |    |    |     |    |
| 1.ª | 2006-07       | 3             | 0   | —  | — | — | —  | 3  | 0   |    |
| 1.ª | 2007-08       | 1             | 0   | —  | — | 2 | 0  | 3  | 0   |    |
| 1.ª | 2008-09       | 7             | 0   | —  | — | 0 | 0  | 7  | 0   |    |
| 1.ª | 2009-10       | 5             | 0   | —  | — | — | —  | 5  | 0   |    |
| Municipal Grecia |               |               |     |    |   |   |    |    |     |    |
| 2.ª |               |               |     |    |   |   |    |    |     |    |
| 2010 | ?             | 1             | —   | —  | — | — | ?  | 1  |     |    |
| C. S. Uruguay de Coronado |               |               |     |    |   |   |    |    |     |    |
| 2.ª |               |               |     |    |   |   |    |    |     |    |
| 2011 | ?             | 0             | —   | —  | — | — | ?  | 0  |     |    |
| Jacó Rays F. C. |               |               |     |    |   |   |    |    |     |    |
| 2.ª |               |               |     |    |   |   |    |    |     |    |
| 2011 | ?             | 1             | —   | —  | — | — | ?  | 1  |     |    |
| A. D. Juventud Escazuceña |               |               |     |    |   |   |    |    |     |    |
| 2.ª |               |               |     |    |   |   |    |    |     |    |
| 2012 | ?             | 0             | —   | —  | — | — | ?  | 0  |     |    |
| A. D. Ramonense |               |               |     |    |   |   |    |    |     |    |
| 2.ª |               |               |     |    |   |   |    |    |     |    |
| 2012 | ?             | 1             | —   | —  | — | — | ?  | 1  |     |    |
| Aserrí F. C. |               |               |     |    |   |   |    |    |     |    |
| 2.ª |               |               |     |    |   |   |    |    |     |    |
| 2013 | ?             | ?             | —   | —  | — | — | ?  | ?  |     |    |
| 2013-14 | ?             | ?             | —   | —  | — | — | ?  | ?  |     |    |
| A. D. San Carlos |               |               |     |    |   |   |    |    |     |    |
| 2.ª |               |               |     |    |   |   |    |    |     |    |
| 2014 | 14            | 5             | —   | —  | — | — | 14 | 5  |     |    |
| 2014-15 | 31            | 4             | 2   | 0  | — | — | 33 | 4  |     |    |
| 2015 | ?             | 0             | —   | —  | — | — | ?  | 0  |     |    |
| Municipal Grecia |               |               |     |    |   |   |    |    |     |    |
| 2.ª |               |               |     |    |   |   |    |    |     |    |
| 2016 | ?             | ?             | —   | —  | — | — | ?  | ?  |     |    |
| 2016-17 | ?             | 13            | —   | —  | — | — | ?  | 13 |     |    |
| 1.ª | 2017-18       | 34            | —   | —  | — | — | 4  | 34 | 4   |    |
| 1.ª | 2018-19       | 43            | —   | —  | — | — | 4  | 43 | 4   |    |
| Deportivo Saprissa |               |               |     |    |   |   |    |    |     |    |
| 1.ª |               |               |     |    |   |   |    |    |     |    |
| 2019-20 | 29            | 1             | —   | —  | 2 | 0 | 31 | 1  |     |    |
| 2020-21 | 34            | 0             | 1   | 0  | 2 | 0 | 37 | 0  |     |    |
| Total carrera | Total carrera | Total carrera | 201 | 34 | 3 | 0 | 6  | 0  | 210 | 34 |
| (1) Incluye datos del Torneo de Copa (2014) / Supercopa de Costa Rica (2020). (2) Incluye datos de la Copa Interclubes de la UNCAF (2007) / Liga de Campeones de la Concacaf (2008-20) / Liga Concacaf (2019-20). (3) No incluye goles en partidos amistosos. |               |               |     |    |   |   |    |    |     |    |

## Palmarés

### Títulos nacionales
| Título                         | Club               | País       | Año  |
| ------------------------------ | ------------------ | ---------- | ---- |
| Segunda División de Costa Rica | Municipal Grecia   | Costa Rica | 2017 |
| Primera División de Costa Rica | Deportivo Saprissa | Costa Rica | 2020 |
| Primera División de Costa Rica | Deportivo Saprissa | Costa Rica | 2021 |

### Títulos internacionales
| Título        | Club               | País     | Año  |
| ------------- | ------------------ | -------- | ---- |
| Liga Concacaf | Deportivo Saprissa | Concacaf | 2019 |